# Test de la poupée noire et de la poupée blanche
Le test de la poupée noire et de la poupée blanche (en anglais : Doll test, Clark doll test) est un test conçu en 1947 par les psychologues afro-américains Kenneth B. Clark et Mamie Phipps (en) Clark qui met en évidence les effets psychologiques sur les enfants noirs du racisme anti-noir et de la domination sociale blanche. Il a été utilisé au début des années 1950 comme argument dans la lutte judiciaire contre la ségrégation raciale aux Etats-Unis. D'autres spécialistes en ont proposé des variantes ou de nouvelles applications sur divers groupes ethniques dans les décennies suivantes.

## Expérience avec des enfants noirs de Clark et Clark (1947)

### Test des poupées
Le couple Kenneth et Mamie Clark spécialiste de psychologie sociale rend compte dans un article de 1947 de ses recherches concernant l'identification raciale des enfants noirs. Les deux scientifiques livrent les résultats d'un test au cours duquel des enfants noirs âgés de 3 à 7 ans ont été invités à répondre à des questions portant sur des poupées. Les quatre poupées présentées sont identiques à la couleur près ; deux d'entre elles sont noires, les deux autres, blanches. Les réponses des enfants montrent les effets de la stigmatisation des Noirs dans la société américaine : ainsi ils associent des traits positifs aux poupées blanches, mais des traits négatifs aux poupées noires qui leur ressemblent. Ces enfants ont une « identité dévalorisée » ; ils ont été dépossédés de leur estime de soi, condition fondamentale pourtant pour assurer la bonne santé physique et psychologique de tout être humain.
Voici les questions posées, et quelques résultats : 
1. « Donne-moi la poupée avec laquelle tu aimerais jouer, la poupée que tu préfères » :  76 % des enfants de 4 ans, noirs et s'identifiant comme tels, déclarent préférer jouer avec une poupée blanche ;
2. « Donne-moi la poupée qui est une gentille poupée » : 76 % des enfants noirs choisissent la poupée blanche comme étant la « gentille poupée » ;
3. « Donne-moi la poupée qui est moche » : parmi les enfants noirs de 4 ans, 55 % indiquent la poupée noire comme étant la poupée « moche », 25 % d'entre eux désignent la poupée blanche. Parmi les enfants noirs de 5 ans, la proportion de ceux qui indiquent la poupée noire comme étant la poupée « moche » passe à 78 %, seuls 11 % désignent la poupée blanche ;
4. « Donne-moi la poupée qui a une belle couleur » : 72 % des enfants noirs désignent la poupée blanche comme ayant une « belle couleur » ;
5. « Donne-moi la poupée qui ressemble à un enfant blanc » ;
6. « Donne-moi la poupée qui ressemble à un enfant de couleur » ;
7. « Donne-moi la poupée qui ressemble à un enfant de négro » ;
8. « Donne-moi la poupée qui te ressemble» : à l'âge de 4 ans, 66 % des enfants noirs s'identifient comme tels.

Le couple Clark cite également des propos d'enfants noirs symptomatiques du « racisme intériorisé (en) » qui ressort de l'expérience tout entière : « la poupée blanche est celle qui a la belle couleur parce que ses pieds, ses mains, ses oreilles, ses coudes, ses genoux et ses cheveux sont propres ». Un autre enfant noir de 7 ans affirme : « Je suis blanc, mais j'ai l'air noir parce que j'ai bronzé pendant l'été » témoignant par là du fait qu'il a assimilé l'idée imposée par les Blancs selon laquelle la bonne couleur, « normale », est le blanc

### Interprétations
Selon la chercheuse Luísa  Semedo, ce test montre la contamination  de larges franges de la société, jusqu'aux Noirs eux-mêmes, par l'idée de la « suprématie blanche » exaltée par des groupes d'extrême-droite tels que le Ku Klux Klan ; aussi, dire « je ne vois pas de couleur » dans le but de se présenter comme non-raciste, ou antiraciste, témoigne d'une forme de naïveté qui conduit à sous-estimer le fait massif de la racialisation. La sociologue Meghan A. Burke va jusqu'à parler de « racisme colorblind », racisme aveugle à la couleur, pour désigner « une affirmation de l’égalité des chances qui minimise la réalité du racisme au profit des explications individuelles ou culturelles de l’inégalité ». Attribuant les inégalités non pas à la longue histoire du racisme, mais à des différences de mérite individuel, les « aveugles à la couleur » adoptent souvent une position hostile à toute politique de discrimination positive.

### Contexte de la lutte judiciaire contre la ségrégation raciale
Le test des poupées a été cité par la Cour suprême des États-Unis en 1954 pour étayer le jugement prononcé dans l’affaire Brown v. Board of Education of Topeka (Brown et autres contre le Bureau de l'éducation de la ville de Topeka) qui a mis un terme à la ségrégation scolaire dans des États du sud.
Avec d'autres travaux de psychologues, l'article des époux Clark "démontrait de manière scientifique ce que beaucoup refusaient non seulement d’admettre mais d’imaginer, à savoir que les enfants noirs dès leur plus jeune âge souffraient d'un sentiment d'infériorité, d’une dévalorisation de soi préjudiciables au bon développement de leur personnalité et donc à son libre épanouissement dans la société américaine". La ségrégation dans le système éducatif se fondait depuis 1896 sur la doctrine « séparés mais égaux » et a été déclarée incompatible en 1954 avec le principe d’égalité de tous face à la loi.

## Expériences similaires

### Expérience avec des enfants noirs et blancs, Asher et Allen (1969)
Asher et Allen en 1969 reproduisent l'expérience de Clark et Clark en testant des enfants blancs. Selon leurs résultats, les enfants blancs manifestaient aussi une préférence très nette pour la poupée blanche, tandis qu'ils se détournaient de la poupée noire. Ainsi, «alors que les enfants blancs révélaient un biais pro-endogroupe, les enfants noirs montraient un biais pro-exogroupe».

### Variante: expérience avec des enfants inuits, Wright et Taylor (1995)
Wright et Taylor mènent une expérience avec des enfants inuits qui adopte une méthode différente de celle de Clark et Clark, comme de celle de Asher et Allen, mais dont les conclusions sont comparables. Ses enfants inuits du Grand Nord québécois sont confrontés à huit photos parmi lesquelles il leur est demandé de sélectionner toutes les photos d’enfants « qui sont intelligents », « qui ont beaucoup d’ami(e)s ». Quatre de ces photos représentent des enfants Inuits et quatre, des enfants blancs québécois. Ce test fut réalisé une fois en début d'année, une autre, en fin d'année. Dans l'intervalle, les enfants inuits suivaient pour les uns des cours en langue seconde — français ou anglais — avec un professeur blanc ; pour les autres, des cours en Inuktitut, leur langue maternelle, avec un professeur inuit.
Alors qu'en début d'année, ces enfants inuits présentaient des résultats similaires au test de Wright et Taylor, en fin d'année, les enfants qui suivaient des cours en Inuktitut manifestaient un biais de favoritisme de l’endogroupe, ceux qui suivaient des cours en langue seconde manifestaient en revanche une préférence pour l’exogroupe. Ainsi, « ces derniers regroupaient davantage les photos des enfants blancs avec les attributs positifs que les photos des enfants Inuits ».
Ce test montre que l'intériorisation par les enfants issus de groupes ethniques marginalisés des jugements négatifs dont ils font l'objet, dans un contexte de racialisation des relations sociales, cette intériorisation peut être contrecarrée.

## En France

### Enfants d'origine maghrébine et d'origine française
Selon M. Dambrun, J. Gatto et C. Roche, les enfants portent généralement un jugement plus favorable sur le groupe ethnique auquel ils appartiennent - l'endogroupe - que sur les autres communautés - ou exogroupes. Ainsi, les enfants d’origine française expriment une opinion nettement plus positive sur l’endogroupe que sur l'exogroupe ; toutefois, un tel favoritisme, ou biais ethnocentrique, ne se manifeste pas en France chez les enfants d’origine maghrébine. Les enfants de parents maghrébins en France  n'ont pas de préférence pour les enfants de l’endogroupe au détriment de ceux de l’exogroupe.
Comparant leurs résultats et ceux du couple Clark, M. Dambrun, J. Gatto et C. Roche soulignent une différence liée au genre : les filles d'origine maghrébine manifestent un biais favorable à l'exogroupe - favorable aux Français d'origine française - de manière plus marquée que les garçons maghrébins. Toutefois, ajoutent-ils, «si les garçons maghrébins ne révèlent aucun biais de favoritisme de l’exogroupe, ils ne montrent pas non plus un biais de favoritisme de l’endogroupe. Ce résultat suggère malgré tout une relative intériorisation de la dévalorisation sociale, qui empêche une attitude positive envers le groupe d’appartenance.».

### Enfants noirs et blancs
Alain Mabanckou et Aurélia Perreau s'inspirent dans un documentaire sur France 2 en 2022 du test de la poupée pour évoquer le racisme anti-noir en France,.

### Sources primaires
- (en) Clark, K.B., & Clark, M.P. (1947). «Racial identification and racial preference in Negro children». In T.M. Newcomb & E.L. Hartley (Eds.), Readings in social psychology (p. 239-252). New York : Holt, Rinehart, and Winston (lire en ligne [PDF]).

### Sources secondaires
- Gwen Bergner, « Black Children, White Preference: Brown v. Board, the Doll Tests, and the Politics of Self-Esteem », American Quarterly, vol. 61, no 2,‎ 2009, p. 299–332 (ISSN 0003-0678, lire en ligne, consulté le 7 novembre 2023)
- McMillan, M. (1988). T«he Doll Test Studies-from Cabbage Patch to Self-Concept.» Journal of Black Psychology, 14(2), 69-72. https://doi.org/10.1177/00957984880142006
- Snégaroff Thomas, « Chapitre 1. La force du droit », dans : , Little Rock, 1957. L’histoire des neuf lycéens noirs qui ont bouleversé l’Amérique, sous la direction de Snégaroff Thomas. Paris, Tallandier, « Hors collection », 2018, p. 15-46. URL : https://www.cairn.info/---page-15.htm
- (en) Darlene Powell-Hopson et Derek S. Hopson, « Implications of Doll Color Preferences among Black Preschool Children and White Preschool Children », Journal of Black Psychology, vol. 14, no 2,‎ février 1988, p. 57–63 (ISSN 0095-7984 et 1552-4558, DOI 10.1177/00957984880142004, lire en ligne, consulté le 28 décembre 2023)
- Carole Boston Weatherford, « Hearts and Minds: How the Doll Test Opened Schoolhouse Doors », The Southern Quarterly, vol. 54, no 3,‎ 2017, p. 164–168 (ISSN 2377-2050, lire en ligne, consulté le 28 décembre 2023)
- Elodie Edwards-Grossi, Bad Brains : La psychiatrie et la lutte des Noirs américains pour la justice raciale XXe-XXIe siècles, Presses universitaires de Rennes, 2021  (ISBN 978-2-7535-8693-2)
- (en-US) Michael Beschloss, « How an Experiment With Dolls Helped Lead to School Integration », The New York Times,‎ 6 mai 2014 (ISSN 0362-4331, lire en ligne, consulté le 28 décembre 2023)
- (en) Graham M. Vaughan, « Social change and racial identity: Issues in the use of picture and doll measures », Australian Journal of Psychology, vol. 38, no 3,‎ 1er décembre 1986, p. 359–370 (ISSN 0004-9530 et 1742-9536, DOI 10.1080/00049538608259022, lire en ligne, consulté le 28 décembre 2023)